# Darja Mihelič
Darja Mihelič, slovenska zgodovinarka in univerzitetna profesorica, * 3. marec 1950, Ljubljana

## Življenje in delo
Rodila se je kot drugi otrok v družini znanega slovenskega zgodovinarja Boga Grafenauerja. Ob rojstvu so jo poimenovali Darjenka, a jo potem hitro začeli klicati najprej Daša, nato pa Darja. Obiskovala je osemletko na OŠ Prežihov Voranc in klasično gimnazijo v Ljubljani (v istem razredu kot njen bratranec Marko Grafenauer, starejši brat Irene Grafenauer) in tam tudi maturirala. Leta 1974 je diplomirala na ljubljanski Filozofski fakulteti; prav tam je 1983 tudi doktorirala pri Ferdu Gestrinu s tezo Neagrarno gospodarstvo Pirana 1280 do 1340. Kot štipendistka Humboldtovega sklada (Alexander von Humboldt-Stiftung) se je v akademskem letu 1990/1991 izpopolnjevala v Münchnu in Münstru.
Leta 1974 se je zaposlila na Zgodovinskem inštitutu Milka Kosa pri ZRC SAZU, kjer je bila zaposlena do upokojitve, še po njej pa je predsednica njegovega znanstvenega sveta.  Na ZRC SAZU so ji za leto 2018 podelili naziv zaslužne raziskovalke (2019). Poleg tega je od 1985  do ??? predavala na Filozofski fakulteti v Ljubljani zgodovino Slovencev do konca 18. stoletja. Predavala je tudi na oddelku za arheologijo ljubljanske Filozofske fakultete, najprej izbrana poglavja iz srednjeveške zgodovine vzodoalpskega prostora, od leta 1995 naprej pa zgodovino srednjega veka, ter na Fakulteti za humanistične študije v Kopru predmet vzpon in propad kulturnih in gospodarskih središč Sredozemlja ter občo zgodovino srednjega veka.
Osredotočila se je na proučevanje gospodarske in družbene zgodovine in na preteklost mest na Slovenskem, s poudarkom na zgodovini vsakdanjega življenja. Še posebej jo je očaral Mediteran, kar je pogosto pri ljudeh s celine, zato so jo kot raziskovalko še  posebej zanimali viri severoistrskega področja.
Kot je rekla sama, je nikoli ni zanimalo suhoparno nizanje političnih dogodkov ali faktografsko nizanje minucioznih dejstev, ampak življenje in usode tako imenovanih malih ljudi, tudi žensk in otrok (ki jih "velika" zgodovina često spregleda), njihov vsakdan in opravila, ki so jim omogočala življenje. Tako je v letih 1995-2000 vodila projekt Gospodarska in družbena zgodovina Slovencev, 200-2004 program Slovenska zgodovina od antike do 16. stoletja in od 2004 program Temeljne raziskave slovenske kulturne preteklosti.
Poleg raziskovanja in poučevanja je opravljala tudi druge naloge. V letih 2000-2010 je bila predstojnica Zgodovinskega inštituta Milka Kos ZRC SAZU, 1982-1992 predsednica Zgodovinskega društva Ljubljana, 1988-1992 predsednica Zveze zgodovinskih društev RS, 1999-2002 predsednica Znanstvenorziskovqlnega sveta za področje narava in civilizacijsko-kulturna podoba Slovenije in Slovencev, članica Nacionalnega znanstveno-raziskovalnega sveta, 2004 in 2005 koordinatorkja za zgodovino in s tem članica znanstveno-raziskovalnega sveta na področju humanistike. Leta 1994 je bila izvoljena v mednarodno komisijo za zgodovino mest (Commission internationale pour l'histoire de villes) in je od 2002 članica njenega izvršnega odbora. Od leta 1995 je slovenska predstavnica v izvršnem odboru mednarodnega združenja za zgodovino Alp (Comité de l'Association internacionale pour l'histoiree des Alpes). 
Bila je ena od ustanovnih članic Zgodovinskega društva za južno Primorsko, ki je pričelo z izdajanji revij Annales za istrskein mediteranske študije, in Acta Histrie, in je dejavna članica društva in uredništev obeh revij. 
Poročena je z matematikom, elektrotehnikom Francetom Miheličem, sinom slikarja Franceta Miheliča. Oba sta tudi zagnana in dolgoletna (in tudi tekmovalno uspešna) jadralca. 

## Nagrade
Leta 1974 je prejela Prešernovo nagrado za diplomsko delo, 1986 pa Nagrado Sklada Borisa Kidriča za vrhunske raziskovalne dosežke na področju raziskovanja starejše zgodovine naših mest .